# بررسی انرژی تاریک
بررسی انرژی تاریک (انگلیسی: Dark Energy Survey) (DES) یا رصدگر انرژی تاریک یک بررسی نجومی است که برای جمع‌آوری و جمع‌بندی ویژگی‌های انرژی تاریک طراحی شده، برای اندازه‌گیری انبساط جهان با استفاده از ابرنواخترهای نوع Ia، نوسانات صوتی باریونی، تعداد خوشه‌های کهکشانی و لنزهای گرانشی ضعیف، از تصاویر گرفته شده در نزدیک فرابنفش، قابل مشاهده و نزدیک به مادون قرمز استفاده می‌کند. این همکاری متشکل از موسسات تحقیقاتی و دانشگاه‌های ایالات متحده، استرالیا، برزیل بریتانیا، آلمان، اسپانیا و سوئیس است. این همکاری به چندین گروه کاری علمی تقسیم شده‌است. مدیر DES جاش فریمن است.
پروژهٔ بررسی انرژی تاریک با ساخت و توسعهٔ دوربین انرژی تاریک (DECam)؛ ابزاری که به‌طور ویژه برای این نظرسنجی طراحی شده بود، آغاز شد. این دوربین دارای میدان دید گسترده و حساسیت بالا، به‌ویژه در قسمت قرمز طیف مرئی و مادون قرمز نزدیک است. مشاهدات با DECam نصب شده بر روی تلسکوپ ۴ متری ویکتور ام. بلانکو، واقع در رصدخانه اینتر-آمریکن سرو تولولو Cerro Tololo (CTIO) در شیلی انجام شد. وعده‌های مشاهده از سال ۲۰۱۳ تا ۲۰۱۹ انجام شد. پروژهٔ همکاری DES نتایج سه سال اول این نظرسنجی تا سال ۲۰۲۱ را  منتشر کرده‌است.